# Слопер

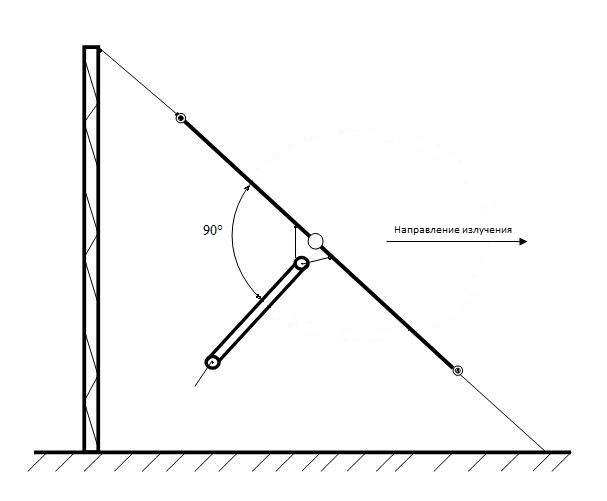
Слопер антенна. Направление излучения указано для металлической мачты.

Антенна «Слопер» (от англ. slope — «наклонять») — тип антенны метрового диапазона, представляющий собой вибратор, наклоненный к плоскости горизонта.

## Описание
Антенна типа «Слопер» представляет собой наклонный вибратор. Используется для получения максимально «прижатой» к земле диаграммы направленности, что важно для проведения дальних радиосвязей в «нижней» части коротковолнового диапазона (длина волны 160-40 метров).
Антенна «Слопер» требует для установки одной опорной мачты, высота которой выбирается так, чтобы угол наклона антенны к горизонту составлял 45°-60°. Нижний конец антенного провода закрепляется на расстоянии не менее 1/6 длины волны над землёй. Если используется металлическая мачта, то возникает максимум диаграммы направленности в противоположную от мачты сторону. При использовании диэлектрической мачты излучение антенны направленно в обе стороны в её плоскости. Питание антенны с полуволновым вибратором осуществляется коаксиальным кабелем, подходящим к вибратору строго под прямым углом и подключенным к его середине, центральная жила к верхней, а оплётка — к нижней части антенны. Для четвертьволнового вибратора питание осуществляется в его верхней части, а оплётка кабеля подключается к металлической мачте.